# Matthieu Delpierre
Matthieu Delpierre (Nancy, Francia; 26 de abril de 1981) es un ex-futbolista francés, jugaba en la posición de defensa central y su primer club fue el Lille Olympique Sporting Club. Se retiró en el Melbourne Victory F.C. de Australia en 2016.

## Clubes
| Club                   | País         | Año       |
| ---------------------- | ------------ | --------- |
| Lille OSC              | Francia      | 2000-2004 |
| VfB Stuttgart          | Alemania     | 2004-2012 |
| TSG Hoffenheim         | Alemania     | 2012-2013 |
| FC Utrecht             | Países Bajos | 2013-2014 |
| Melbourne Victory F.C. | Australia    | 2014-2016 |

## Títulos
| Título               | Club                 | País      | Año       |
| -------------------- | -------------------- | --------- | --------- |
| Ligue 2              | Lille OSC            | Francia   | 2000      |
| 1. Bundesliga        | VfB Stuttgart        | Alemania  | 2007      |
| A-League Champioship | Melbourne Victory FC | Australia | 2014-2015 |
| A-League Premiership | Melbourne Victory FC | Australia | 2014-2015 |
| FFA Cup              | Melbourne Victory FC | Australia | 2015      |

- Datos: Q152236
- Multimedia: Matthieu Delpierre / Q152236